# Puccinia enixa
Puccinia enixa ist eine Ständerpilzart aus der Ordnung der Rostpilze (Pucciniales). Der Pilz ist ein Endoparasit des Korbblütlers Baccharis braunii. Symptome des Befalls durch die Art sind Rostflecken und Pusteln auf den Blattoberflächen der Wirtspflanzen. Sie kommt in Costa Rica und Panama vor.

## Merkmale

### Makroskopische Merkmale
Puccinia enixa ist mit bloßem Auge nur anhand der auf der Oberfläche des Wirtes hervortretenden Sporenlager zu erkennen. Sie wachsen in Nestern, die als gelbliche bis braune Flecken und Pusteln auf den Blattoberflächen erscheinen.

### Mikroskopische Merkmale
Das Myzel von Puccinia enixa wächst wie bei allen Puccinia-Arten interzellulär und bildet Saugfäden, die in das Speichergewebe des Wirtes wachsen. Ihre Spermogonien wachsen in kleinen Gruppen oberseitig auf den Wirtsblättern. Die beid- oder überwiegend blattunterseitig wachsenden Aecien der Art sind gelblich. Sie besitzen 35–48 × 22–32 µm große, lang- bis breitellipsoide Aeciosporen mit runzliger Oberfläche. Die gelblichen uredien wachsen blattunterseitig. Ihre farblosen Uredosporen sind 33–42 × 18–24 µm groß, eiförmig bis ellipsoid und stachelwarzig. Die blattunterseitig wachsenden Telien der Art sind gelblich, kompakt und unbedeckt. Die farblosen Teliosporen sind zweizellig, in der Regel eiförmig bis länglich und 50–68 × 22–27 µm groß. Ihre Stiele sind farblos und bis zu 82 µm lang.

## Verbreitung
Das bekannte Verbreitungsgebiet von Puccinia enixa umfasst Costa Rica. Neue Funde stammen aus Panama auf Baccharis cf. pedunculata.

## Ökologie
Die Wirtspflanze von Puccinia enixa ist Baccharis braunii. Der Pilz ernährt sich von den im Speichergewebe der Pflanzen vorhandenen Nährstoffen, seine Sporenlager brechen später durch die Blattoberfläche und setzen Sporen frei. Die Art durchläuft einen Entwicklungszyklus mit Spermogonien, Aecien, Telien und Uredien.